# Thomas Troelsen
 (juin 2010).
Si vous disposez d'ouvrages ou d'articles de référence ou si vous connaissez des sites web de qualité traitant du thème abordé ici, merci de compléter l'article en donnant les références utiles à sa vérifiabilité et en les liant à la section « Notes et références ».
Thomas Troelsen, né le 6 octobre 1981 à Odense, est un auteur-compositeur, chanteur et producteur danois.

## Biographie
Il était aussi le chanteur du groupe Superheroes (en),. En 2001 il ouvre son propre studio d'enregistrement, le Delta Lab Studios, à Copenhague, au Danemark. Le style années 1960 studio est inspiré en partie par le designer danois, Verner Panton, et a une vaste collection de matériel analogique. Bloc Party a enregistré son premier album Silent Alarm au Delta Lab. Troelsen a produit, mixé, et écrit pour The Raveonettes, Paradiso Girls, Bryan Adams, BoA, Sarah Connor, Plastilina Mosh, Whyte Seeds, Melody Club, Kenneth Bager, Aqua, Junior Senior, SHINee, Titiyo, Julee Cruise, Remee, TV-2, les décrocheurs de beauté, de Hong Kong de contrefaçon, le Plastiques, Darleens, et Shayne Ward. En outre, il a remixé des chansons pour des artistes comme il Armes et de Stereo Total. En outre, il a composé des jingles pour la télévision plusieurs sitcoms et des publicités. Il a aussi formé le groupe Private en 2006,.